# میشل پاپادوپلس
میشل پاپادوپلس (انگلیسی: Michal Papadopulos؛ زادهٔ ۱۴ آوریل ۱۹۸۵) بازیکن فوتبال اهل جمهوری چک است.
از باشگاه‌هایی که در آن بازی کرده‌است می‌توان به باشگاه فوتبال آرسنال، باشگاه فوتبال ملادا بولسلاف، باشگاه فوتبال بانیک استراوا، باشگاه فوتبال روستوف، باشگاه فوتبال انرژی کوتبوس، باشگاه فوتبال هیرنفین، باشگاه فوتبال بایر ۰۴ لورکوزن و تیم ملی فوتبال جمهوری چک اشاره کرد.
وی همچنین در تیم‌های ملی فوتبال زیر ۱۵، ۱۷، ۱۹، ۲۱ سال جمهوری چک بازی کرده‌است.